# Parada Carioca
A Parada Carioca é uma das estações do VLT Carioca, situada no Rio de Janeiro, entre a Parada Sete de Setembro e a Parada Cinelândia. Faz parte da Linha 1 e da Linha 3.
Foi inaugurada em 5 de junho de 2016. Localiza-se no cruzamento da avenida Rio Branco com a avenida Almirante Barroso. Atende o bairro do Centro.